# Ahrenfeld
Ahrenfeld ist der kleinste Ortsteil des Fleckens Salzhemmendorf im Landkreis Hameln-Pyrmont, Niedersachsen.

## Geographie

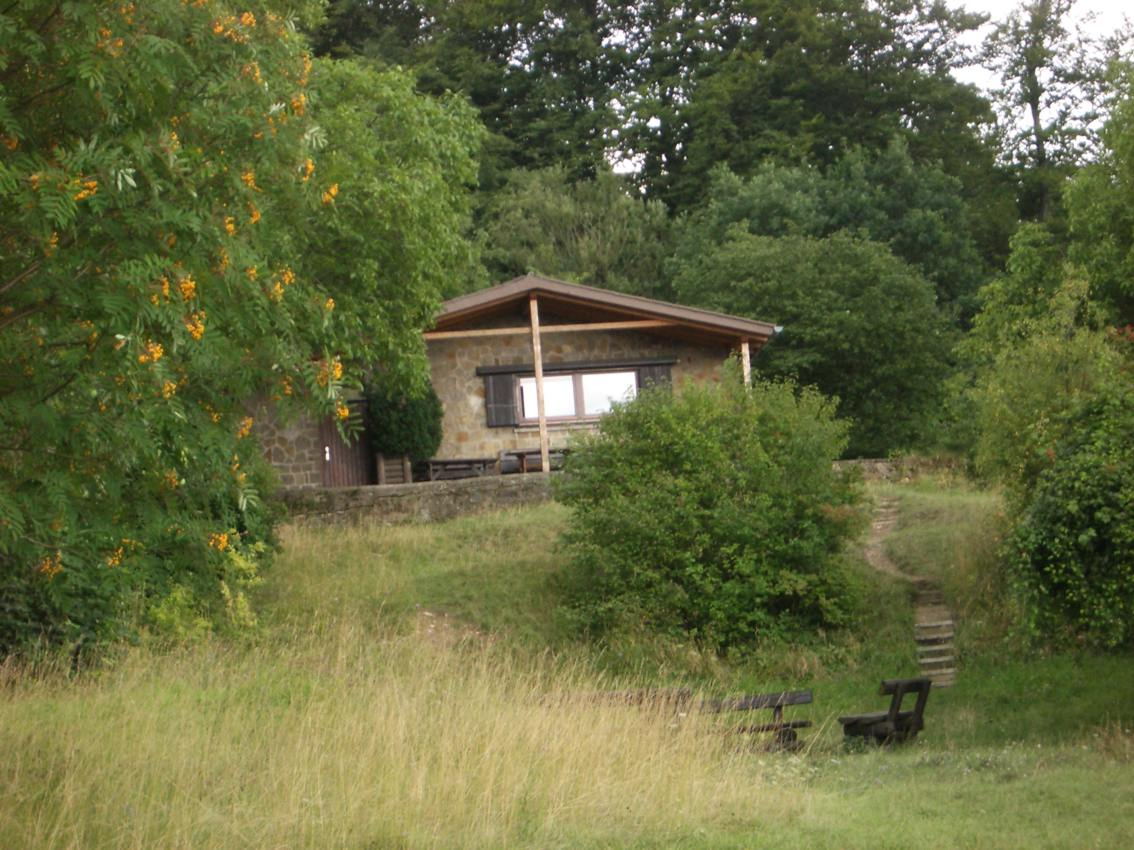
Kansteinhütte in Ahrenfeld

Ahrenfeld liegt innerhalb des Leineberglands im äußersten Osten des Naturparks Weserbergland Schaumburg-Hameln und ist von den Höhenzügen Osterwald im Norden, Külf im Südosten, Thüster Berg direkt im Süden und Ith etwas im Westen eingerahmt. Nach Norden fällt der Blick auf das Tal des Leine-Zuflusses Saale. Mit der Kansteinhütte, einer Selbstversorgerhütte des Alpenvereins Hannover, ist der Ort Ausgangspunkt für Klettertouren im Thüster Berg. Durch Ahrenfeld führt der Weser-Leine-Radweg.

## Geschichte
Die erste Erwähnung des Ortes „Arnevelt“ erfolgt 1197, als ein Herr von Arnevelt mit einer Holzgrafschaft belehnt wird. 1201 traten die Gebrüder Gerungus und Diedrich von Arnevelt als Zeugen einer Urkunde des Bischofs Hartbert von Hildesheim auf. Diese Herren von Arnevelt waren wahrscheinlich Burgherren oder Erbauer der sogenannten „Bullerburg“. Die Bezeichnung leitet sich vielleicht von „Bollwerk“ oder aus dem Namen eines früheren Besitzers, Wuldrich Bock von Wülfingen, ab. Spätestens 1540 war die oberhalb des Dorfes am Hang des Kansteins auf dem heutigen Friedhofshügel gelegene Anlage in dessen Besitz. Im Dreißigjährigen Krieg wurde sie zerstört; danach wurden die Mauern abgetragen und angeblich zum Bau der Einfriedungsmauer des Gutes Heinsen bei Bodenwerder verwendet. Von der ehemaligen Wasserburg ist noch der erhöhte Burgplatz von nahezu quadratischem Grundriss und ca. 60 m Durchmesser erhalten, der von einem nur noch schwach erkennbaren Graben mit Außenwall umgeben war.
Im 15. Jahrhundert fiel Ahrenfeld wüst und war eine Zeitlang unbewohnt. Erst 1585 erfolgt eine erneute Erwähnung des Ortes in der Calenberger Musterungsrolle. Es gibt drei Meierhöfe und 16 Köthnerstellen. 1689 erfolgte eine Aufzählung der Einwohner in einer Kopfsteuerliste.
Einen Aufschwung nahm der Ort im 18. Jahrhundert, so wird 1738 eine erste Schule gebaut, die 1852 durch einen Neubau ersetzt wird. Die Glocke der Ahrenfelder Schule datiert aus dem Jahr 1745. 1752 wurde eine Ziegelei gegründet. Konrad Gimpe legte 1804 einen Kalkofen im Ahrenfelder Holz an. 1842 begann in Ahrensfelde die Verkoppelung.
Der örtliche Schulvorstand lässt die Schulstelle im Jahr 1909 an das Elektrizitätswerk Oldendorf anschließen. An der Schule werden Reparaturarbeiten vorgenommen. 1934 wird im Ort eine Freiwillige Feuerwehr gegründet, 1951 ein Löschwasser- und Badeteich hinter dem Friedhof in Eigenleistung gebaut. 1952 wird vom Alpenverein, Sektion Hannover die Kansteinhütte gebaut.
Die Ahrenfelder Schule wurde 1965 aufgelöst. Die Kinder gehen fortan nach Oldendorf zur Schule. Am 1. Januar 1973 wurden die bisher selbständigen Gemeinden Ahrenfeld, Hemmendorf (Flecken), Lauenstein (Flecken), Levedagsen, Ockensen, Oldendorf, Osterwald, Thüste und Wallensen (Flecken) nach Salzhemmendorf eingegliedert. Ein Brand zerstörte 1977 die Gaststätte des Ortes.

## Politik
- SPD: 3
- Grüne: 1
- CDU: 5

### Ortsrat
Ahrenfeld hat mit dem Ortsteil Oldendorf einen gemeinsamen neunköpfigen Ortsrat.
Ortsbürgermeister des gemeinsamen Ortsrates ist Thomas Hampe (Wählergruppe Aktive Bürger).

### Wappen
Im gespaltenen Schild links ein aufgerichteter Adler auf goldenem Grund, rechts drei goldene Ähren auf grünem Grund.